# Topsham (Maine)
Topsham ist eine Town im Sagadahoc County des Bundesstaates Maine in den Vereinigten Staaten. Im Jahr 2020 lebten dort 9560 Einwohner in 4413 Haushalten auf einer Fläche von 92,18 km².

## Geographie
Nach dem United States Census Bureau hat Topsham eine Gesamtfläche von 92,18 km², von der 85,42 km² Land sind und 8,78 km² aus Gewässern bestehen.

### Geographische Lage
Topsham liegt im Westen des Sagadahoc Countys und grenzt an das Cumberland County im Süden und das Androscoggin County im Westen. Der Androscoggin River bildet die südliche Grenze der Town. Im Norden ragen weitere Arme des Androscoggin Rivers in das Gebiet und ebenfalls im Norden befindet sich der Bradley Pond. Die Oberfläche des Gebietes ist eben, ohne nennenswerte Erhebungen. 

### Nachbargemeinden
Alle Entfernungen sind als Luftlinien zwischen den offiziellen Koordinaten der Orte aus der Volkszählung 2010 angegeben.
- Norden: Bowdoin, 11,3 km
- Nordosten: Bowdoinham, 10,5 km
- Osten: Bath, 9,6 km
- Süden: Brunswick, Cumberland County, 3,3 km
- Südwesten: Durham, Androscoggin County, 13,7 km
- Westen: Lisbon, Androscoggin County, 13,9 km

### Stadtgliederung
In Topsham gibt es drei Siedlungsgebiete: Cathance, Pejepscot, Pejepscot Mills, Simpsons und Topsham.

### Klima
Die mittlere Durchschnittstemperatur in Topsham liegt zwischen −6,7 °C (20 °F) im Januar und 21,1 °C (70 °F) im Juli. Damit ist der Ort gegenüber dem langjährigen Mittel der USA um etwa 9 Grad kühler. Die Schneefälle zwischen Oktober und Mai liegen mit bis zu zweieinhalb Metern mehr als doppelt so hoch wie die mittlere Schneehöhe in den USA; die tägliche Sonnenscheindauer liegt am unteren Rand des Wertespektrums der USA.

## Geschichte
Die ersten europäischen Siedler ließen sich im Jahr 1658 in Topsham nieder, es waren Thomas und James Gyles sowie drei Männer namens York mit ihren Familien, die vor dem King Philip’s War Grundstücke an der Bucht und am Fluss kauften. Die Siedler lebten einige Zeit mit den Indianern unter freundschaftlichen Bedingungen und trieben auch Handel, doch als einer der Siedler abwesend war, massakrierten die Indianer die Familie und brannten sein Haus nieder. Er kehrte daraufhin nach England zurück. Auch die beiden anderen Familien wurden von den Indianern ermordet. Gyles und seine Frau wurden bei der Ernte erschossen. Die Kinder kamen in Gefangenschaft, konnten bis auf einen Sohn jedoch von den Offizieren in Fort George gerettet werden.
Eine neue Siedlung wurde um 1715 geplant. Bis 1721 hatten sich sechzehn Familien niedergelassen. Sie waren größtenteils schottisch-irischer Abstammung. Die Sagadahoc Agricultural Society ließ sich 1856 in Topsham nieder, errichtete einen Richterstand für Agrarwettbewerbe. Die alljährlichen Messen lockten viele Besucher an.
Topsham wurde am 31. Januar 1764 als neunzehnte Town in Maine organisiert und war ein Teil des Pejepscot Purchase. Im Jahr 1788 wurde der Patten`s Point von Bowdoinham übernommen und im Jahr 1830 wurde an Bowdoinham Land abgegeben.

### Einwohnerentwicklung
| Volkszählungsergebnisse – Town of Topsham, Maine | Volkszählungsergebnisse – Town of Topsham, Maine | Volkszählungsergebnisse – Town of Topsham, Maine | Volkszählungsergebnisse – Town of Topsham, Maine | Volkszählungsergebnisse – Town of Topsham, Maine | Volkszählungsergebnisse – Town of Topsham, Maine | Volkszählungsergebnisse – Town of Topsham, Maine | Volkszählungsergebnisse – Town of Topsham, Maine | Volkszählungsergebnisse – Town of Topsham, Maine | Volkszählungsergebnisse – Town of Topsham, Maine | Volkszählungsergebnisse – Town of Topsham, Maine |
| Jahr                                             | 1700                                             | 1710                                             | 1720                                             | 1730                                             | 1740                                             | 1750                                             | 1760                                             | 1770                                             | 1780                                             | 1790                                             |
| ------------------------------------------------ | ------------------------------------------------ | ------------------------------------------------ | ------------------------------------------------ | ------------------------------------------------ | ------------------------------------------------ | ------------------------------------------------ | ------------------------------------------------ | ------------------------------------------------ | ------------------------------------------------ | ------------------------------------------------ |
| Einwohner                                        |                                                  |                                                  |                                                  |                                                  |                                                  |                                                  |                                                  |                                                  |                                                  | 826                                              |
| Jahr                                             | 1800                                             | 1810                                             | 1820                                             | 1830                                             | 1840                                             | 1850                                             | 1860                                             | 1870                                             | 1880                                             | 1890                                             |
| Einwohner                                        | 942                                              | 1271                                             | 1429                                             | 1567                                             | 1883                                             | 2010                                             | 1705                                             | 1498                                             | 1544                                             | 1394                                             |
| Jahr                                             | 1900                                             | 1910                                             | 1920                                             | 1930                                             | 1940                                             | 1950                                             | 1960                                             | 1970                                             | 1980                                             | 1990                                             |
| Einwohner                                        | 2097                                             | 2016                                             | 2102                                             | 2111                                             | 2334                                             | 2626                                             | 3717                                             | 5022                                             | 6431                                             | 8746                                             |
| Jahr                                             | 2000                                             | 2010                                             | 2020                                             | 2030                                             | 2040                                             | 2050                                             | 2060                                             | 2070                                             | 2080                                             | 2090                                             |
| Einwohner                                        | 9100                                             | 8784                                             | 9560                                             |                                                  |                                                  |                                                  |                                                  |                                                  |                                                  |                                                  |

## Kultur und Sehenswürdigkeiten

### Bauwerke
In Topsham wurden mehrere Bauwerke und in Pejepscot und Topsham zwei Archäologische Stätten unter Denkmalschutz gestellt und ins National Register of Historic Places aufgenommen. Die Lage der Archäologischen Stätten werden nicht bekannt gegeben.
- Cathance Water Tower, 2001 unter der Register-Nr. 00001637.[9]
- Pejepscot Paper Company, 1974 unter der Register-Nr. 74000192.[10]
- Purinton Family Farm, 1989 unter der Register-Nr. 89000842.[11]
- Randall-Hildreth House, 2004 unter der Register-Nr. 04001048.[12]
- Topsham Fairgrounds Grandstand, 1992 unter der Register-Nr. 92000277.[13]
- Topsham Historic District, 1978 unter der Register-Nr. 78000198.[14]

## Wirtschaft und Infrastruktur

### Verkehr
Die Interstate 295 verläuft in nordsüdlicher Richtung durch Topsham. Parallel zur Interstate verläuft der U.S. Highway 201. Die Maine State Route 196 führt von Lisbon im Westen, nach Brunswick im Süden und die Maine State Route 24 von Bowdoinham im Norden nach Brunswick im Süden.

### Öffentliche Einrichtungen
In Topsham gibt es keine medizinischen Einrichtungen oder Krankenhäuser. Nächstgelegene Einrichtungen für die Bewohner von Topsham befinden sich in Bath und Brunswick.
In Topsham befindet sich die Topsham Public Library. Gegründet wurde die erste Bücherei in Topsham im Jahr 1803. Diese wurde 1931 überführt in eine öffentliche Bücherei und fand ihr Zuhause in der zweiten Etage des Androscoggin Firehouse. Nachdem die Bevölkerungszahlen stiegen wuchs der Wunsch nach einem eigenen Gebäude für die Bücherei, die bisher mehrfach den Standort gewechselt hatte. Im Mai 2004 konnte die Bücherei ihr erstes ständiges, eigenes Gebäude beziehen. Sie befindet sich in der Foreside Road.

### Bildung
Topsham gehört mit Bowdoin, Bowdoinham und Harpswell zum Maine School Administrative District 75, Regional School Unit 75.
Im Schulbezirk werden mehrere Schulen angeboten:
- Harpswell Community School in Harpswell, mit den Schulklassen Kindergarten bis 5
- Bowdoinham Community School in Bowdoinham, mit den Schulklassen Kindergarten bis 5
- Bowdoin Central School in Bowdoinham, mit den Schulklassen Kindergarten bis 5
- Williams-Cone School in Topsham, mit den Schulklassen Kindergarten bis 5
- Woodside Elementary School in Topsham, mit den Schulklassen Kindergarten bis 5
- Mt Ararat Middle School in Topsham, mit den Schulklassen 6 bis 8
- Mt Ararat High School in Topsham, mit den Schulklassen 9 bis 12

## Persönlichkeiten

### Söhne und Töchter der Stadt
- Benjamin Randall (1789–1859), Politiker

### Persönlichkeiten, die vor Ort gewirkt haben
- Benjamin Orr (1772–1828), Anwalt und Politiker
- Frank Sandford (1862–1948), Prediger, Prophet und Gemeinschaftsgründer
- Linda Greenlaw (* 1960), Autorin